# Ширинский-Шихматов, Андрей Александрович
Князь Андрей Александрович Ширинский-Шихматов (1868—1927) — русский государственный деятель, саратовский губернатор (1913—1915), статский советник,писатель, кинолог, судья по собаководству, охотовед, прославленный охотник-медвежатник.

## Биография
Родился в 1868 году в семье попечителя Московского учебного округа А. П. Ширинского-Шихматова. Его старшие братья: Алексей (1862—1930) и Сергей (1866—1916).
Образование получил в Императорском училище правоведения. Службу начал в 1892 году. В 1909 году был назначен эстляндским вице-губернатором, в марте 1910 года перемещён на ту же должность в Симбирскую губернию. А. С. Ключарёв осенью 1912 года писал:

Исполняющий дела вице-губернатор князь А. А. Ширинский-Шихматов с первых же дней, как случился недород, понял, что крестьянство до следующей весны просуществовать не сможет. Ещё до моего возвращения с присущей ему энергией и заботливостью весь отдался этому большому и сложному делу… Ему выпала тяжелая работа — проверка на местах в уездах размера нужды и помощи. Поздней осенью и в жестокие морозы князь А. А. Ширинский-Шихматов, рискуя здоровьем, не выходя из экипажа, а зачастую и верхом, неутомимо объезжал губернию, являясь незаменимым мне помощником.— Деловое Обозрение. — 2007. — № 1 (108).  (недоступная ссылка)
В феврале 1913 года ему было предложено исправлять должность саратовского губернатора. С 1915 года — член Совета при министре внутренних дел.
Государственную деятельность совмещал с охотничьими путешествиями. В 1890-х годах путешествовал по отдаленным губерниям России, результатом чего стал «Альбом северных собак» — сборник фотоснимков с классификацией пород, составленной впервые. Он разработал стандарты лаек, дал обстоятельные обзоры проходившим выставкам.
А. А. Ширинский-Шихматов был знатоком медвежьих охот, автор книги «По медвежьим следам», изданной в 1900 году. Конструктор пули для гладкоствольного охотничьего оружия, носящей его имя, и механической медвежьей рогатины. Публиковал литературные рассказы в журнале «Охотник». После революции преподавал на Московских курсах охотоведения имени С. Т. Аксакова.
Умер 2 февраля 1927 года. В год его смерти вышла книга «Медведь и медвежья охота» (Москва: Книгосоюз, 1927).
В период с 10 по 12 сентября 2010 года в Свечинском районе Кировской области в охотничьем хозяйстве «Великоустье» проводился Первый чемпионат России среди лаек по подсадному медведю и вольерному кабану, посвященный памяти князя А. А. Ширинского-Шихматова.

## Награды
- Орден Святого Станислава 2-й степени;
- Орден Святой Анны 2-й степени с мечами и бантом;
- Орден Святого Владимира 4-й степени (1907).
- Медаль «В память коронации императора Александра III»;
- Медаль «В память русско-японской войны»;
- Медаль Красного Креста «В память русско-японской войны 1904—1905 гг.»[3]

## Семья
Жена (с 1886) — Людмила Карловна фон Мекк (1870—1946), дочь Карла Фёдоровича и  Надежды Филаретовны фон Мекков. После смерти мужа жила в Москве. В 1930 году арестована. После освобождения в связи с запретом проживания в крупных городах переехала во Владимир. В 1932 году была арестована повторно (с февраля 1932 по апрель 1932). Сослана в Тамбов с поражением в правах на три года. По окончании срока в январе 1937 года при помощи "Помполита" ("Красный крест России") получила паспорт. Жила за счёт финансовой поддержки родственников, которые проживали за границей, но с началом войны в 1941 году эта поддержка прекратилась. Нищенствовала. Умерла в 1946 году в Тамбове, могила не известна.
Их дети:
- Павла Андреевна Ширинская-Шихматова (1890—1937)
- Михаил Андреевич Ширинский-Шихматов (1892—1912), офицер Преображенского полка, погиб 24 апреля 1912 года.
- Аникита Андреевич Ширинский-Шихматов (1896—1937), штабс-капитан Преображенского полка, был контужен и дважды ранен, в 1929 году пострижен в монахи под именем Николай, вскоре рукоположён в иеродиаконы[4], в 1937 году в Томске расстрелян[5].
- Мария Андреевна Ширинская-Шихматова (1898—1937)
- Екатерина Андреевна Ширинская-Шихматова (1904—1937).

Кроме погибшего до революции 1917 года Михаила, все остальные дети были в 1937 году репрессированы и расстреляны.